# Lucy Cohu
Lucy Cohu, née le 2 octobre 1968 à Wiltshire, est une actrice britannique, notamment connue pour son interprétation de la princesse Margaret dans le téléfilm The Queen's Sister, son rôle d'Evelyn Brogan dans Cape Wrath, et celui d'Alice Carter dans la série télévisée Les Enfants de la Terre, troisième saison de Torchwood.
Elle a également interprété le rôle d'Eliza de Feuillide dans le film de 2007 Becoming Jane.

## Filmographie
- 1993 : Hercule Poirot (série télévisée, saison 5, épisode 6 : La Boîte de chocolats) : Marianne Deroulard
- 2007 : Cape Wrath (série télévisée) : Evelyn Brogan
- 2007 : Jane (Becoming Jane) : Eliza De Feuillide
- 2007 : L'École de tous les talents, téléfilm de Sandra Goldbacher : Theo Dane
- 2008 : Einstein et Eddington (Einstein and Eddington) de Philip Martin
- 2009 : Miss Marple (série télévisée) : Une poignée de seigle  (saison 4 épisode 1)  : Pat Fortescue
- 2009 : Torchwood : Alice Carter
- 2010 : Inspecteur Barnaby (Midsomer Murders) (série télévisée) : L'épée de Guillaume  (saison 13 épisode 2) : Jenny Russell
- 2011 : La Maison des ombres, film de Nick Murphy : Constance Strickland
- 2012 : Inspecteur Lewis (série télévisée) : Effrayante symétrie  (saison 6 épisode 3)  : Marion Hammond
- 2013 : Ripper Street (série télévisée, saison 1, épisodes 2, 3 et 4 : Enfance volée ; Le Roi est de retour ; Pour le bien de cette ville) : Miss Deborah Goren
- 2013 : Coming Up (série télévisée) : Frances
- 2013 : Atlantis (série télévisée) : Circe
- 2014 : Inspecteur Gently (série télévisée) : Margaret Turner
- 2015 : Broadchurch (série télévisée) : Tess Henchard
- 2016 : Meurtres au paradis (série télévisée) : Le Rocher de la discorde  (saison 5 épisode 2)  : Caroline Bamber
- 2016 - 2017 : Maigret (série télévisée) : Mme Maigret
- 2019 : Summer of Rockets (en) (série télévisée) : Miriam Petrukhin